# Pokrowan
Pokrowan (bułg. Покрован) – wieś w południowej Bułgarii, w obwodzie Chaskowo, w gminie Iwajłowgrad. Według danych Narodowego Instytutu Statystycznego, 31 grudnia 2011 roku wieś liczyła 95 mieszkańców. Święty sobór odbywa się tu 15 sierpnia.

## Struktury wyznaniowe
Mieszkańcy są wyznania katolickich Kościołów wschodnich.

## Znane osoby
- Georgi Dimow – filolog